# Darratjärnen
Darratjärnen är en sjö i Bräcke kommun i Jämtland och ingår i Ljungans huvudavrinningsområde. Sjön har en area på 0,0519 kvadratkilometer och ligger 267 meter över havet.

## Delavrinningsområde
Darratjärnen ingår i det delavrinningsområde (696660-151004) som SMHI kallar för Utloppet av Åsjön. Medelhöjden är 341 meter över havet och ytan är 14,65 kvadratkilometer. Det finns inga avrinningsområden uppströms utan avrinningsområdet är högsta punkten. Vattendraget som avvattnar avrinningsområdet har biflödesordning 3, vilket innebär att vattnet flödar genom totalt 3 vattendrag innan det når havet efter 137 kilometer. Avrinningsområdet består mestadels av skog (84 procent). Avrinningsområdet har 1 kvadratkilometer vattenytor vilket ger det en sjöprocent på 6,8 procent.